# Olexi Hunbin
Olexi Ihorovych Hunbin (en ucraniano: Олексій Ігорович Гунбін; 8 de noviembre de 1992) es un deportista ucraniano que compite en tiro con arco, en la modalidad de arco recurvo.
Ganó una medalla de bronce en el Campeonato Mundial de Tiro con Arco en Sala de 2018 y una medalla de plata en el Campeonato Europeo de Tiro con Arco al Aire Libre de 2021, ambas en la prueba por equipo.

## Palmarés internacional
| Campeonato Mundial en Sala       | Campeonato Mundial en Sala | Campeonato Mundial en Sala | Campeonato Mundial en Sala |
| Año                              | Lugar                      | Medalla                    | Prueba                     |
| -------------------------------- | -------------------------- | -------------------------- | -------------------------- |
| 2018                             | Yankton (Estados Unidos)   | Medalla de bronce          | Equipo                     |
| Campeonato Europeo al Aire Libre |                            |                            |                            |
| Año                              | Lugar                      | Medalla                    | Prueba                     |
| 2021                             | Antalya (Turquía)          | Medalla de plata           | Equipo                     |